# José Luis Cabión
José Luis Cabión Dianta (San Antonio, 14 novembre 1983) è un ex calciatore cileno, di ruolo centrocampista.

## Carriera

### Club
Durante la sua carriera ha giocato con varie squadre di club, tra cui anche il Colo-Colo.

### Nazionale
Conta 6 presenze con la nazionale cilena, con la quale ha preso parte alla Copa America 2007.

## Palmarès

### Club

#### Competizioni nazionali
- Campionato azero: 1

Neftçi Baku: 2012-2013
- Coppa d'Azerbaigian: 1

Neftçi Baku: 2012-2013